# Withee (Wisconsin)
Withee est un village du comté de Clark, dans l'État du Wisconsin, aux États-Unis. En 2020, il comptait une population de 506 habitants.